# Grand Prix Hiszpanii 1976
Grand Prix Hiszpanii 1976 (oryg. Gran Premio de España) – czwarta runda Mistrzostw Świata Formuły 1 w sezonie 1976, która odbyła się 2 maja 1976, po raz piąty na torze Circuito del Jarama.
22. Grand Prix Hiszpanii, 11. zaliczane do Mistrzostw Świata Formuły 1.

## Klasyfikacja
| Legenda oznaczeń w tabelach wyników Wyświetl szablon na nowej stronie | Legenda oznaczeń w tabelach wyników Wyświetl szablon na nowej stronie                                                                     |
| Oznaczenie                                                            | Wyjaśnienie |
| --------------------------------------------------------------------- | --- |
| Złoty                                                                 | Zwycięzca lub mistrzostwo |
| Srebrny                                                               | 2. miejsce lub wicemistrzostwo |
| Brązowy                                                               | 3. miejsce lub II wicemistrzostwo |
| Zielony                                                               | Ukończył, punktował (w klasyfikacji generalnej, gdy zdobył co najmniej jeden punkt na przestrzeni sezonu, poza trzema powyższymi opcjami) |
| Niebieski                                                             | Ukończył, nie punktował (w klasyfikacji generalnej, gdy nie zdobył co najmniej jednego punktu na przestrzeni sezonu)                      |
| Czerwony                                                              | Nie zakwalifikował się (NZ) |
| Czerwony                                                              | Nie prekwalifikował się (NPK) |
| Różowy                                                                | Nie ukończył (NU) |
| Różowy                                                                | Niesklasyfikowany (NS) (w klasyfikacji generalnej, gdy nie został sklasyfikowany w żadnym wyścigu sezonu)                                 |
| Czarny                                                                | Zdyskwalifikowany (DK) |
| Czarny                                                                | Wykluczony (WYK/EX) |
| Biały                                                                 | Nie wystartował (NW) |
| Biały                                                                 | Kontuzjowany (K/INJ) |
| Biały                                                                 | Wyścig odwołany (OD/C) |
| Bez koloru                                                            | Został wycofany (WYC/WD) |
| Bez koloru                                                            | Nie przybył (NP/DNA) |
| Bez koloru                                                            | Nie brał udziału w treningach (NT/DNP) |
| Bez koloru                                                            | Nie został zgłoszony (–) |
| Pogrubienie                                                           | Start z pole position |
| Kursywa                                                               | Najszybsze okrążenie wyścigu |
| †                                                                     | Nie ukończył, ale jego rezultat został zaliczony ze względu na przejechanie więcej niż 90% dystansu wyścigu.                              |
| *                                                                     | Sezon w trakcie |
| 1/2/3                                                                 | Punktowana pozycja w sprincie kwalifikacyjnym                                                                                             |
| Lista systemów punktacji Formuły 1                                    | |

| Pos | No | Nat               | Kierowca           | Konstruktor        | Okrążeń | Czas/powód NU | Poz. Start. | Punktów |
| --- | -- | ----------------- | ------------------ | ------------------ | ------- | ------------- | ----------- | ------- |
| 1   | 11 | Wielka Brytania   | James Hunt         | McLaren-Ford       | 75      | 1:42:20.43    | 1           | 9       |
| 2   | 1  | Austria           | Niki Lauda         | Ferrari            | 75      | + 30.97       | 2           | 6       |
| 3   | 6  | Szwecja           | Gunnar Nilsson     | Lotus-Ford         | 75      | + 48.02       | 7           | 4       |
| 4   | 7  | Argentyna         | Carlos Reutemann   | Brabham-Alfa Romeo | 74      | + 1 okrążenie | 12          | 3       |
| 5   | 22 | Nowa Zelandia     | Chris Amon         | Ensign-Ford        | 74      | + 1 okrążenie | 10          | 2       |
| 6   | 8  | Brazylia          | Carlos Pace        | Brabham-Alfa Romeo | 74      | + 1 okrążenie | 11          | 1       |
| 7   | 20 | Belgia            | Jacky Ickx         | Wolf-Williams-Ford | 74      | + 1 okrążenie | 21          |         |
| 8   | 16 | Wielka Brytania   | Tom Pryce          | Shadow-Ford        | 74      | + 1 okrążenie | 22          |         |
| 9   | 19 | Australia         | Alan Jones         | Surtees-Ford       | 74      | + 1 okrążenie | 20          |         |
| 10  | 21 | Francja           | Michel Leclère     | Wolf-Williams-Ford | 73      | + 2 okrążenia | 23          |         |
| 11  | 2  | Szwajcaria        | Clay Regazzoni     | Ferrari            | 72      | + 3 okrążenia | 5           |         |
| 12  | 26 | Francja           | Jacques Laffite    | Ligier-Matra       | 72      | + 3 okrążenia | 8           |         |
| 13  | 37 | Australia         | Larry Perkins      | Boro-Ford          | 72      | + 3 okrążenia | 24          |         |
| NU  | 12 | Niemcy            | Jochen Mass        | McLaren-Ford       | 65      | Silnik        | 4           |         |
| NU  | 17 | Francja           | Jean-Pierre Jarier | Shadow-Ford        | 61      | Elektryka     | 15          |         |
| NU  | 3  | Południowa Afryka | Jody Scheckter     | Tyrrell-Ford       | 53      | Silnik        | 14          |         |
| NU  | 28 | Wielka Brytania   | John Watson        | Penske-Ford        | 51      | Silnik        | 13          |         |
| NU  | 35 | Włochy            | Arturo Merzario    | March-Ford         | 36      | Skrz. biegów  | 18          |         |
| NU  | 5  | Stany Zjednoczone | Mario Andretti     | Lotus-Ford         | 34      | Skrz. biegów  | 9           |         |
| NU  | 4  | Francja           | Patrick Depailler  | Tyrrell-Ford       | 25      | Wypadek       | 3           |         |
| NU  | 9  | Włochy            | Vittorio Brambilla | March-Ford         | 21      | Zawieszenie   | 6           |         |
| NU  | 34 | Niemcy            | Hans Joachim Stuck | March-Ford         | 16      | Skrz. biegów  | 17          |         |
| NU  | 10 | Szwecja           | Ronnie Peterson    | March-Ford         | 11      | Przen. napędu | 16          |         |
| NU  | 30 | Brazylia          | Emerson Fittipaldi | Fittipaldi-Ford    | 3       | Przen. napędu | 19          |         |
| NZ  | 18 | Stany Zjednoczone | Brett Lunger       | Surtees-Ford       |         |               |             |         |
| NZ  | 32 | Szwajcaria        | Loris Kessel       | Brabham-Ford       |         |               |             |         |
| NZ  | 25 | Hiszpania         | Emilio Zapico      | Williams-Ford      |         |               |             |         |
| NZ  | 33 | Hiszpania         | Emilio de Villota  | Brabham-Ford       |         |               |             |         |
| NZ  | 24 | Austria           | Harald Ertl        | Hesketh-Ford       |         |               |             |         |
| NZ  | 31 | Brazylia          | Ingo Hoffmann      | Fittipaldi-Ford    |         |               |             |         |